# Trapelus rubrigularis
Trapelus rubrigularis là một loài thằn lằn trong họ Agamidae. Loài này được Blanford mô tả khoa học đầu tiên năm 1875.